# Arnold Peralta
Arnold Fabián Peralta Sosa, conhecido somente como Arnold Peralta (La Ceiba, 29 de março de 1989 - 10 de dezembro de 2015), foi um futebolista hondurenho que atuou como meia.

## Carreira
Iniciou sua carreira no Vida, em 2008, atuando em 76 partidas até 2013, marcando apenas um gol.
Em julho de 2013, assinou com o Rangers, que na época disputava a Terceira Divisão escocesa, declinando propostas do León (México) e de clubes da Major League Soccer. Contratado por 4 anos, o meio-campista jogou apenas 21 partidas e deixou a equipe em consenso mútuo em janeiro de 2015.
Rejeitou uma proposta de contrato do Shakhter Karagandy, preferindo voltar a seu país natal, agora para defender o Olimpia, atuando em 23 jogos e marcando 2 gols. Suas características eram: boa marcação, velocidade e força em seus chutes, que o tornaram um dos melhores laterais do futebol hondurenho.

## Seleção Hondurenha
Foi convocado para defender Honduras na Copa do Mundo FIFA de 2014, mas logo após foi cortado devido uma lesão. Pelos "Catrachos", Peralta jogou 24 partidas, não tendo marcado nenhum gol.
Em novembro de 2013, envolveu-se numa polêmica com o atacante brasileiro Neymar, que reclamou da marcação hondurenha no amistoso entre as 2 seleções, e brincou ao dizer que havia saído "vivo" da partida. Em resposta, Peralta acusou o jogador do Barcelona de exagerar quando sofria faltas.

## Morte
Em 10 de dezembro de 2015, Peralta foi assassinado com um tiro na cabeça em frente ao Hospital Vicente D´Anthony, em La Ceiba. O tiro foi disparado por um rapaz que pilotava uma moto, e fugiu logo em seguida. Ele havia sido convocado por Jorge Luis Pinto para o jogo amistoso entre Honduras e Cuba. Existe a suspeita de que o crime teria sido um acerto de contas.

## Títulos
Rangers
- Scottish League One: 2013–14